# NGC 287
NGC 287 é uma galáxia espiral (S0-a) localizada na direcção da constelação de Pisces. Possui uma declinação de +32° 28' 57" e uma ascensão recta de 0 horas, 53 minutos e 28,3 segundos.
A galáxia NGC 287 foi descoberta em 22 de Novembro de 1827 por John Herschel.